# توفيق عبد الله صايغ
توفيق صايغ (1923-1971) شاعر فلسطيني، ولد في خربا في حوران في جنوب سوريا، لأب سوري وام فلسطينية، وانتقل عام 1924 مع عائلته إلى طبريا في فلسطين.

## تعليمه وعمله
درس في الكلية العربية في القدس، وبالجامعة الأمريكية في بيروت التي تخرج منها عام 1945، كما حاز على منحة دراسية من مؤسسة روكفلر في 1951 ودرس الأدب المقارن في جامعة هارفارد الأمريكية؛ أمضى سنة في جامعة أكسفورد ثم عمل كمحاضر في جامعة كامبردج حتى عام 1959م. انتقل بعدها إلى جامعة لندن حتى عام 1962 ؛ في العام 1967 هاجر إلى الولايات المتحدة كأستاذ زائر في جامعات: برنستون، شيكاغو، جون هوبكنز وجامعة بركلي في كاليفورنيا.

## مجلة حوار
- أصدر في مطلع ستينات القرن العشرين مجلة حوار وبعد توقف صدورها عام 1967م هاجر إلى الولايات المتحدة الأمريكية.

## مؤلفاته وترجماته
- أصدر توفيق صايغ ثلاث مجموعات شعرية هي:
- «ثلاثون قصيدة» عام 1954م.
- «القصيدة ك» عام 1960م.
- «معلقة توفيق صايغ» عام 1963م.

كما أصدر العديد من الترجمات ومنها:
- الرباعيات الأربع ل ت. س. إليوت، و50 قصيدة من الشعر الأمريكي.
- له كتاب عن جبران خليل جبران بعنوان أضواء جديدة على جبران.

## تخليد وتكريم
منح اسمه وسام القدس للثقافة والفنون في سنة 1990.